# Yussuf Saleh
Yussuf Yassin Saleh (Solna, 22 marzo 1984) è un calciatore svedese naturalizzato etiope, centrocampista del Rinkeby United.

## Palmarès

### Club
- Allsvenskan: 1

AIK: 2009
- Svenska Cupen: 1

AIK: 2009
- Supercupen: 1

AIK: 2010